# Stixis obtusifolia
Stixis obtusifolia är en tvåhjärtbladig växtart som beskrevs av Henri Ernest Baillon. Stixis obtusifolia ingår i släktet Stixis och familjen Stixaceae. Inga underarter finns listade i Catalogue of Life.